# Bydgoskie Konserwatorium Muzyczne
Bydgoskie Konserwatorium Muzyczne (niem. Bromberger Konservatorium für Musik) – niemiecka szkoła muzyczna I i II stopnia, istniejąca w latach 1904–1944 w Bydgoszczy.

## Historia

### Okres 1904-1920
Z inicjatywą powołania szkoły wystąpiły władze miejskie Bydgoszczy zainteresowane ożywieniem życia kulturalnego, zwłaszcza muzycznego. Misję organizacji szkoły powierzono prof. Arnoldowi Schattschneiderowi – absolwentowi konserwatorium w Berlinie (uczeń Maxa Brucha), nauczycielowi muzyki w średniej szkole dla dziewcząt w Bydgoszczy. W pracy organizacyjnej znaczny udział miał także kształcony w Pradze kompozytor i dyrygent Wilhelm von Winterfeld (uczeń Antonína Dvořáka), który osiedlił się w Bydgoszczy w 1904 r. Uroczyste otwarcie Konserwatorium miało miejsce 16 października 1904 r. Była to pierwsza placówka średniego szkolnictwa muzycznego w Bydgoszczy. Pierwszym dyrektorem placówki został Arnold Schattschneider, a jego zastępcą Wilhelm von Winterfeld. Ponadto do grona pedagogów szkoły należeli m.in. Hugo Andreae, Franz Berlt, Ernestine Boucher, Hans Lützenkirchen, Otto Niehuss, Camillo Schuster, Karl Zyma i inni.
Początkowo Konserwatorium mieściło się w jednopiętrowym budynku przy ul. Gdańskiej 24, z salą koncertową na 200 osób. Zainaugurowało swoją działalność przyjmując 70 uczniów, a później ich liczba wzrosła do 280. Wykładano dyrygenturę, teorię i historię muzyki, kształcono w zakresie śpiewu solowego i chóralnego, gry na fortepianie, organach i fisharmonii, a także gry na instrumentach smyczkowych: skrzypcach, altówce i wiolonczeli oraz instrumentach blaszanych. Placówka, mimo że była prywatna – była okazjonalnie dofinansowywana przez rząd pruski.
W 1905 r. w szkole powołano pierwszy zawodowy zespół orkiestralny w Bydgoszczy, złożony z pedagogów konserwatorium. Na jego czele stanęli: Arnold Schattschneider, Wilhelm von Winterfeld i Emil Bergman. W 1906 r. szkoła przeniosła się do nowej siedziby w kamienicy przy al. Mickiewicza 9. Uroczyste otwarcie siedziby, uświetnione okolicznościowym koncertem, miało miejsce 6 października 1906 r. Nowoczesna na owe czasy placówka dysponowała dużą salą koncertową i kilkoma salami lekcyjnymi i wykładowymi. W 1911 r. szkoła uruchomiła filię przy Wełnianym Rynku 12, przeniesioną w 1912 r. na ul. Św. Trójcy oraz drugą filię w Koronowie.
Zasadniczym celem szkoły było kształcenie teoretyczne i praktyczne w dziedzinie instrumentalistyki i wokalistyki. Szczególną uwagę koncentrowano na wykonywaniu muzyki kameralnej. Szkoła organizowała 20-25 publicznych koncertów rocznie. Przeważały dzieła na orkiestrę smyczkową, lecz z czasem, gdy wzbogacono instrumentarium muzyczne, wykonywano także większe formy muzyczne. Stałą praktyką były indywidualne popisy uczniów konserwatorium.
Z uwagi na szczególne zainteresowanie dyrektora szkoły utworami chóralnymi kompozycji Maxa Brucha, nauczano uczniów wykonywania większości jego dzieł. Chór i orkiestra kameralna bydgoskiego konserwatorium uczestniczyły we wszystkich ważniejszych koncertach w mieście, organizowanych m.in. z okazji 150-lecia urodzin W.A. Mozarta (1906), 70. rocznicy urodzin Maxa Brucha (1908), 100-lecia urodzin F. Mendelssohna-Bartholdy (1909) i 180. rocznicy śmierci J. Haydna (1912).
W 1912 r. po opuszczeniu Bydgoszczy przez Arnolda Schattschneidera, stanowisko dyrektora objął Wilhelm von Winterfeld. Podczas I wojny światowej, gdy większość nauczycieli powołano do wojska, w ich miejsce zatrudniono kobiety.

### Dwudziestolecie międzywojenne
Powrót Bydgoszczy do odrodzonej Rzeczypospolitej w 1920 r. spowodował znaczny odpływ ludności niemieckiej, także dotychczasowych uczniów i pedagogów. Liczba uczniów spadła wówczas z 280 do 50 osób. Konieczne stało się okresowe zatrudnienie polskich nauczycieli oraz przyjmowanie uczniów Polaków.
Początkowo szkoła przeżywała także poważne trudności finansowe, związane z inflacją. W 1921 r. szkołę przeniesiono do skromniejszej siedziby przy ul. Gdańskiej 54. Dyrektor Wilhelm von Winterfeld publicznie wyrażał swą apolityczność, co pozwalało unikać napięć na tle narodowościowym. W okresie międzywojennym kadra pedagogiczna miała charakter kosmopolityczny; znajdowali się w niej Niemcy i Polacy – absolwenci renomowanych uczelni muzycznych w Kolonii, Monachium, Berlinie, Paryżu, Petersburgu, Wiedniu i Rzymie. Polscy pedagodzy to m.in.: Marta Suchecka (matka pierwszego rektora Akademii Muzycznej w Bydgoszczy – Romana Sucheckiego), Zygmunt Urbanyi (absolwent Konserwatorium w Pradze), Juliusz Marso (uczeń K. Stockhausena we Frankfurcie n. Menem), Zofia Jezierska (absolwentka Konserwatorium w Krakowie), Engelbert Mulorz (absolwent szkoły muzycznej w Ratyzbonie).
W 1929 r. z okazji 25-lecia istnienia szkoły zorganizowano uroczysty publiczny koncert. Przez 25 lat do szkoły uczęszczało ponad 8 tys. uczniów. Większość z nich (45%) kształciła się w klasach gry na fortepianie. Powodzeniem cieszyła się również nauka gry na skrzypcach (38%). Mniejsze zainteresowanie miała nauka śpiewu solowego (8%) i pozostałe dziedziny muzyczne – razem 12%.
Szkoła miała charakter trzypoziomowy. Na każdym z kursów – niższym, średnim i wyższym, kształciła muzyków przez 3 lata, a pianistów i skrzypków obowiązywał jednoroczny kurs elementarny. Muzyków kształcono w czterech oddziałach – śpiewu solowego i chóralnego, instrumentalnym, teorii głównej i dyrygentury oraz pedagogicznym. Utrzymujący się wysoki poziom nauczania sprawił, że polskie władze oświatowe przyznały szkole prawa przysługujące szkołom publicznym (17 lutego 1933 r.) Po II wojnie światowej absolwenci Konserwatorium mieli identyczne uprawnienia co absolwenci polskich seminariów nauczycielskich.
Uczniowie i pedagodzy przygotowywali i prezentowali dużą liczbę koncertów, które dawali w Teatrze Miejskim, w Resursie Kupieckiej i Strzelnicy. Konserwatorium rozwijało współpracę z polskim Miejskim Konserwatorium Muzycznym, utworzonym w 1927 r., a także z Bydgoskim Towarzystwem Muzycznym, Związkiem Nauczycieli Muzyki i Śpiewu oraz orkiestrą 62. Pułku Piechoty. Anonse o koncertach ukazywały się zarówno w prasie polskiej, jak i niemieckiej, afisze drukowano w obu językach, a oprócz niemieckich wykonywano też utwory polskie.
Absolwenci Konserwatorium znajdowali zatrudnienie m.in. w orkiestrze teatralnej „Towarzystwa Sceny Niemieckiej” (niem. „Verein Deutsche Bühne”), która szczyciła się wieloma wykonaniami dzieł najwyższej klasy (oratoria, kantaty, koncerty symfoniczne i kameralne, opery i operetki).

### II wojna światowa
Wybuch II wojny światowej przerwał działalność Konserwatorium, a na przełomie lat 1941/1942 władze nazistowskie w siedzibie dawnego Miejskiego Konserwatorium Muzycznego utworzyły konkurencyjną szkołę przeznaczoną wyłącznie dla Niemców. W 1943 r. zmarł jej długoletni dyrektor Wilhelm von Winterfeld. Kres działalności szkoły przyniosło usunięcie Niemców z Bydgoszczy po zakończeniu II wojny światowej. Majątek szkoły został przekazany polskim instytucjom muzycznym.